# Carlos Guillén
Carlos Alfonso Guillén Salcedo (Maracay, 30 de septiembre de 1975) es un ex beisbolista profesional venezolano, quien jugó en la posición de campocorto. En 1992 firmó un contrato profesional con los Seattle Mariners, equipo con el que debutó en las Grandes Ligas de Béisbol el 6 de septiembre de 1998 y con el cual actuó en 6 temporadas, con un promedio de bateo de .261 y dejando registro de 29 cuadrangulares y 211 carreras impulsadas.
En 2004 firmó por los Detroit Tigers, equipo con el que vio acción en 8 temporadas completas, bateando en total para .297, firmando 95 cuadrangulares e impulsando 449 carreras.
En su natal Venezuela jugó para el equipo Navegantes del Magallanes, aunque en la temporada 2005-2006 vistió la camiseta del equipo archirrival Leones del Caracas en calidad de refuerzo para la final. Guillén se llevó dos anillos de campeón en Venezuela uno con el Magallanes en 2002 y el último con Caracas en 2006, donde en esta última fue el jugador más valioso de la final.
Actualmente Carlos Guillen posee una Academia de béisbol menor, en Aragua-Maracay, entrenando y presentando mediante "Show Case" sus semillas que pronto serán un árbol en las ligas mayores.
Fue dejado en libertad por Detroit a finales de 2011. En 2012 fue invitado al campo de entrenamiento primaveral por su antiguo club, Seattle; sin embargo durante los entrenamientos anunció su retiro del béisbol el 6 de marzo de 2012.